# Precedens (album)
Precedens – czwarty, zarazem ostatni album studyjny polskiego zespołu hip-hopowego Wzgórze Ya-Pa 3 wydany 12 października 2000 nakładem oficyny R.R.X.. Utrzymane w odmiennej stylistyce nagrania dotarły do 42. miejsca listy OLiS.

## Lista utworów
1. „Rapowe krążki” (gościnnie: V.E.T.O.) – 3:58
2. „Hip-hopu pokolenie” (gościnnie: Gracjan) – 4:11
3. „Wiesz co trzeba wiedzieć” – 4:18
4. „Awantura” – 3:49
5. „Zachowaj dystans” (gościnnie: Gano) – 3:34
6. „To co najlepsze” – 3:53[A]
7. „BF – Ludzie, o których nie zapominam” (gościnnie: Pęku) – 5:19
8. „Dobrze, że się tak stało” – 4:41
9. „Nie mam na to ochoty” (gościnnie: Chada) – 4:38
10. „Niedotrzymane obietnice” (gościnnie: Gracjan) – 3:36
11. „To jeszcze nie wszystko” – 3:49
12. „Ręce opadają” (gościnnie: Jajonasz) – 4:23
13. „Przysługa za przysługę” (gościnnie: JedenSiedem) – 3:44
14. „Ostrzeżenie (remix)” – 3:46

Notatki
- A^ W utworze wykorzystano sample z piosenki „Love Serenade” w wykonaniu Barry’ego White’a[3].